# Kavaklıdere, Alaşehir
Kavaklıdere là một thị trấn thuộc huyện Alaşehir, tỉnh Manisa, Thổ Nhĩ Kỳ. Dân số thời điểm năm 2011 là 5.061 người.